# Cerco de Camaca
O cerco de Camaca pelo Califado Abássida ocorreu no outono de 766, e envolveu o cerco da estrategicamente importante fortaleza bizantina de Camaca (atual Quemaque, na província turca de Erzinjane) na margem esquerda do rio Eufrates, bem como um raide de grande escala pela Capadócia Oriental por parte do exército invasor. Ambas as empreitadas falharam, com o cerco se prolongando até o inverno antes de ser abandonado e a força invasora sendo cercada e pesadamente derrotada pelos bizantinos. A campanha foi uma das operações de larga escala conduzidas pelos abássidas contra o Império Bizantino, e é uma das poucas campanhas das guerras bizantino-árabes cuja informação detalhada sobreviveu, embora seja parcamente mencionada em fontes árabes ou bizantinas.

## Antecedentes
Após as guerras civis omíadas da década de 740 e o tumulto da Revolução Abássida, o imperador Constantino V Coprônimo (r. 741–775) reganhou a iniciativa em sua fronteira oriental e conduziu uma estratégia agressiva, mas limitada, contra o califado: em vez de tentar uma reconquista, através de sua deportação das populações fronteiriças e sua obstrução de esforços de fortificação muçulmanos, Constantino conseguiu estabelecer uma permanente terra de ninguém entre os domínios bizantinos e muçulmanos que protegeria a Ásia Menor e obstruiria os raides muçulmanos contra ela. Entre as fortalezas capturadas pelos bizantinos, em 754/755, estava Camaca (em árabe: Hisn Camche). Estrategicamente localizada num planalto acima das margens do Eufrates Superior, estava nas extremidades mais orientais do território bizantino, e desde sua primeira captura pelos árabes em 679, mudou de mãos muitas vezes.
Após a queda dos omíadas, o novo regime abássida rapidamente recomeçou os ataques de seus predecessores ao Império Bizantino, o primeiro sendo registrado em 756. Apesar de poucos sucessos de ambos os lados, incluindo uma grande vitória árabe em 760, os cinco anos depois disso foram relativamente tranquilos, com Constantino reiniciando suas guerras contra os búlgaros e o Califado Abássida subjugando revoltas e contendo as incursões cazares.

## Cerco
No começo de 766, uma troca de prisioneiros ocorreu entre os dois Estados na Cilícia Ocidental, seguida por hostilidades em larga-escala. Em agosto de 766, um grande exército abássida, compreendendo muitos contingentes nacionais diferentes, sob Haçane ibne Cataba e Alabás ibne Maomé, o irmão do califa Almançor (r. 754–775), invadiu o território bizantino da Mesopotâmia Superior e seguiu para Camaca. A campanha é citada brevemente pelos historiadores muçulmanos como Atabari, mas é amplamente recordada numa fonte siríaca cristã contemporânea, a chamada Crônica de Zuquenim, escrita por um monge do Mosteiro de Zuquenim próximo de Amida.
A força abássida encontrou nenhuma resistência e pilhou seu caminho à fortaleza. Uma vez lá, começaram a construir armas de cerco e tentaram preencher o fosso, mas seu progresso foi obstruído pela artilharia dos defensores. Então, os abássidas tentaram lançar um ataque noturno surpresa contra uma seção da fortaleza onde não havia muralhas; o ataque foi repelido pelos bizantinos, que lançaram grandes toras, pesadas com pedras, contra eles.
Nesse ponto, os muçulmanos dividiram suas forças: o centro do exército, sob Alabás, permaneceu em Camaca para continuar o cerco, enquanto o resto (um força obviamente exagerada de 50 mil homens segundo o cronista de Zuquenim) foi enviada para invadir e pilhar o território bizantino. O cerco continuou no outono, e os árabe, que costumeiramente não levavam consigo muitas provisões, começaram a sofrer da falta de suprimentos. Para resolver seu problema de suprimentos, estabelecer um mercado para os mercadores da Mesopotâmias e demais regiões. No fim, com a aproximação do inverno, Alabás foi forçado a levantar o cerco e retirar-se para o sul, queimando o mercado para evitar que caísse na mão dos bizantinos.
A outra metade do exército piorou: carecendo de guias com conhecimento do terreno, perdeu muitos homens por fome e sede em suas perambulações pelas regiões limítrofes desertas, antes de alcançar as planícies férteis da Capadócia em torno de Cesareia Mázaca. Após saquear a área, viraram-se para sul em direção a Síria. Em seu caminho foram encontrados por uma força bizantina de 12 mil homens, que rapidamente chamou reforços. os bizantinos então atacaram à noite, derrotando o exército abássida e recuperando o saque. As tropas abássidas remanescentes dispersaram, com alguns seguindo um de seus líderes, Radade, para Malátia, e cerca de 5 mil sob Maleque ibne Tauque encontrando refúgio em Calícala. Foi desse último grupo que o cronista de Zuquenim retirou sua informação. A campanha é uma dos poucos raides fronteiriços conhecidos em detalhe, e, como o historiador islâmico Hugh N. Kennedy comenta, "nós provavelmente chegamos muito mais perto da realidade da guerra fronteiriça, com suas confusões, dificuldades e falhas, nesse relato do que nas versões breves e sanitizadas fornecidas pelos historiadores árabes."

## Rescaldo
Apesar desse fracasso, a pressão árabe gradualmente começou a aumentar, especialmente depois do saque de Laodiceia Combusta em 770. Os bizantinos ainda eram capazes e grandes contra-ataques e conseguiram algumas vitórias no campo, mas em 782 o califado mobiliou seus recursos e lançou uma invasão massiva sob o herdeiro-aparente Harune Arraxide (r. 786–809), que forçou o império a conceder uma trégua de três anos e um pagamento de pesado tributo. Quando a guerra recomeçou em 785, e até a eclosão da guerra civil após a morte de Harune em 809, os abássidas estabeleceram e mantiveram uma clara supremacia militar, embora a vigorosa resistência bizantina inibiu qualquer plano de conquista absoluta. Camaca foi rendida aos árabes por sua guarnição armênia em 793, apenas para ser recuperada pelos bizantinos nos anos seguintes a morte de Harune. Ela caiu novamente em mãos muçulmanas em 822, e foi finalmente tomada pelos bizantinos em 851.